# Der Herr aus San Francisco

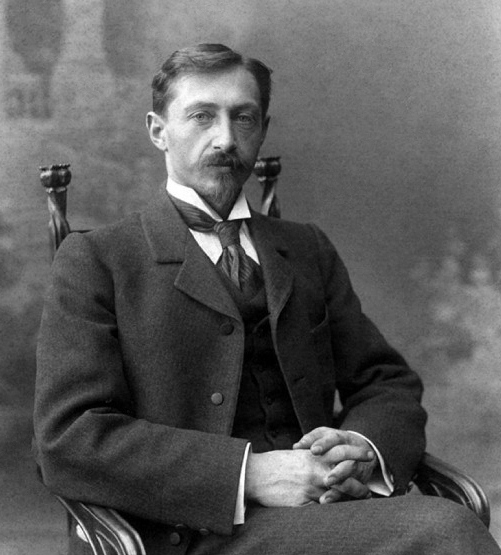
Iwan Bunin im Jahr 1901 auf einem Foto von Maxim Dmitrijew

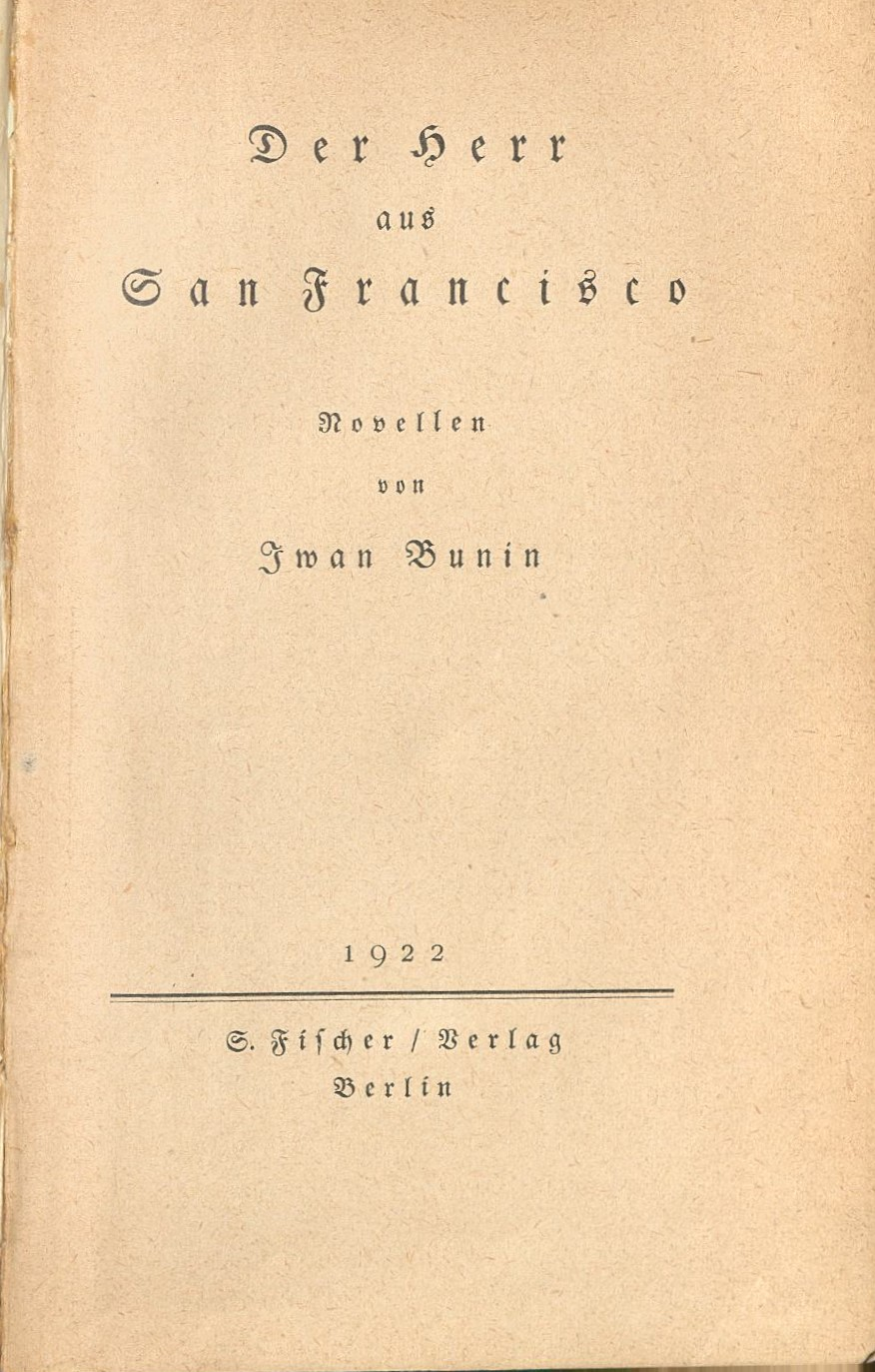
Übersetzung Käthe Rosenberg (1922)

Der Herr aus San Francisco (russisch Господин из Сан-Франциско, Gospodin is San Francisco) ist eine Erzählung des russischen Nobelpreisträgers für Literatur Iwan Bunin, die 1915 entstand und im Oktober desselben Jahres im 5. Band der Anthologie Slowo in Moskau erschien.

## Überblick
Auf dem Mittelmeer und in Süditalien kurz vor dem Ersten Weltkrieg: Der 58-jährige Herr aus San Francisco hat durch jahrelange schonungslose Arbeit – genauer, er hat in Kalifornien tausende Chinesen für sich schuften lassen – ein so großes Vermögen angehäuft, dass er sich nun zwei Jahre auf einer Weltreise ausruhen möchte. Zusammen mit seiner Frau und der herangewachsenen, ein wenig kränklichen Tochter fährt er Ende November auf der komfortablen Atlantis ins sturmgepeitschte Mittelmeer ein. Nach der Landung in Neapel soll Capri die erste Station der Rundreise durch Europa sein. Auf der Heimreise soll später auch in Ägypten, Indien und Japan an Land gegangen werden. Dazu kommt es nicht. Der Herr aus San Francisco stirbt auf Capri im Hotel. Seine sterblichen Überreste werden in einem Sarg im Bauch der Atlantis in die Staaten überführt. Die beiden trauernden Angehörigen begleiten den Toten auf seiner letzten Reise.

## Adaptionen
Schauhörspiel
- 2011, Zürich: Der Herr aus San Francisco mit Venus Madrid und Christian Hostettler.[3]

## Rezeption
- 1983. Kasper denkt über der Lektüre an den Tod in Venedig. Aber Bunin habe den Thomas Mann erst im Herbst 1915 – also nach der Niederschrift seines Textes – gelesen. In der symbolträchtigen Geschichte habe sich der Autor an Tolstois Tod des Iwan Iljitsch und auch an Dostojewskis Weltmodell in den Brüdern Karamasow orientiert. Den zeitgenössischen Rezensenten habe die Buninsche Symbolik Spielraum für drei Interpretationen geboten: Erstens, die Atlantis könne als Bild unserer gesamten Kultur genommen werden. Zweitens, dieses große Schiff symbolisiere mit seinen Menschen darauf das Leben überhaupt; Bunin zeichne Passagiere, die sich von dem furchterregend hohen Wellengang des stürmisch-spätherbstlichen Weltmeeres abwenden und blind dem Kapitän auf ihrer Nussschale vertrauen. Drittens, jenes italienische Hotelpersonal sowie jene Dienerschaft in Neapel und auf Capri, die den Herrn aus San Francisco zu seinen Lebzeiten den kleinsten Wunsch von den Augen abgelesen hatten, ähnelten Bunins demütigen russischen Bauern aus seinen frühen Erzählungen.[4]
- 1995. Borowsky schreibt, Bunin habe sich erinnert: Einmal sei er auf Capri in einem Hotel abgestiegen. Darin sei ein Amerikaner nach dem Essen gestorben. Den Rest habe Bunin erfunden.[5]

## Deutschsprachige Ausgaben
- Der Herr aus San Francisco, in: Der Herr aus San Francisco. Novellen von Iwan Bunin. Übersetzung Käthe Rosenberg. Berlin : S. Fischer, 1922, S. 7–54
- Der Herr aus San Francisco. S. 42–73 in: Iwan Bunin: Der Sonnenstich. Erzählungen. Übersetzt und herausgegeben von Kay Borowsky. 150 Seiten. Reclam, Stuttgart 1995 (RUB Nr. 9343). ISBN 3-15-009343-0

Verwendete Ausgabe:
- Der Herr aus San Francisco. Deutsch von Georg Schwarz. S. 488–515 in: Iwan Bunin: Der Kelch des Lebens. Erzählungen 1911–1919. Herausgabe und Nachwort: Karlheinz Kasper. 640 Seiten. Aufbau-Verlag, Berlin 1983 (1. Aufl.)

## Anmerkung
1. ↑  Der Herr aus San Francisco entnimmt auf Capri der Zeitung (Verwendete Ausgabe, S. 506, 4. Z.v.o.): Der Balkankrieg dauert an. Also könnte die Geschichte zu Ende des Jahres 1913 spielen.